# Sympherobius blanchardi
Sympherobius blanchardi is een insect uit de familie van de bruine gaasvliegen (Hemerobiidae), die tot de orde netvleugeligen (Neuroptera) behoort. 
Sympherobius blanchardi is voor het eerst wetenschappelijk beschreven door Navás in 1930.